# Jeanne Schmahl
Jeanne Elizabeth Schmahl (Reino Unido, 1846 - París, 1915) fue una comadrona, sufragista y activista feminista nacida en Gran Bretaña y naturalizada francesa en 1873, que participó en acciones políticas en torno al derecho de las mujeres para que tuvieran ingresos financieros, derecho a testificar y derecho al voto. Es la fundadora en 1909 de la Unión Francesa para el Sufragio Femenino. 

## Biografía
Jeanne Elizabeth Archer nació en Gran Bretaña en 1846 de padre inglés y madre francesa. Su padre es teniente de la marina británica. Estudia medicina en la Facultad de Medicina de la Universidad de Edimburgo, pero no puede validar sus estudios, la ley no autoriza la entrega de este diploma a una mujer, su amiga Sophia Jex-Blake aún no ha logrado modificar la ley sobre este tema. A través de ella, Jeanne Archer ya está en contacto con el movimiento feminista en Inglaterra. Se va a Francia para continuar sus estudios médicos que interrumpe cuando se casa con Henri Schmahl, un alsaciano con quien vive con cierta comodidad cerca del Parc Montsouris que apoya su activismo y le hace discretamente de secretario. Toma el nombre de Jeanne Schmahl al adoptar la ciudadanía francesa en 1873. Trabajó como partera asistente hasta 1893.
Miembro de la Liga de los Derechos Humanos, librepensadora y feminista comprometida, murió en 1915 después de una vida defendiendo sus convicciones. En 2007, la Asamblea Nacional de Francia marcó el centenario de la "ley Schmahl" publicando un folleto exhaustivo sobre las ocho etapas que condujeron a su promulgación, el principal logro de su asociación en defensa de los derechos de las mujeres.

## Derechos de las mujeres

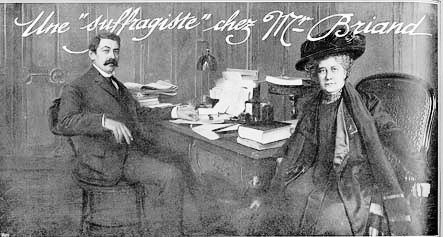
Jeanne Schmal con Aristide Briand en 1909.

En 1878, Jeanne Schmahl se incorporó a los  grupos activistas dirigidos por Maria Deraismes y el pastor Tommy Fallot. Se unió a la Liga para la Recuperación de la Moralidad Pública, que se centró en los problemas del alcoholismo y la pornografía. También se unió al grupo de feministas de Léon Richer. Tras el despido de un empleado por haberle pedido a su empleador que no le pagara su salario a su esposo alcohólico, también se unió a la "Sociedad para la mejora de la condición de la Mujer" creada por Maria Deraismes. Los tristes casos que conoce ejerciendo su trabajo de comadrona le impulsan a la lucha.
Jeanne Schmahl apoya la ley británica de 1882 sobre el derecho a la propiedad de las mujeres casadas y piensa que una ley similar puede aplicarse a las mujeres francesas. Cree, sin embargo, que la estrategia de los grupos liderados por Léon Richer y Maria Deraismes, que consiste en vincular religión y política con cuestiones de feminismo, es un error y que es una de las razones del fracaso del movimiento feminista en Francia. Elige concentrar sus esfuerzos planteando cuestiones específicas. 

### Derecho a testificar
En enero de 1893, Jeanne Schmahl fundó la asociación "Avant-Courrière", que primero reclamó el derecho de las mujeres a ser reconocidas como testigas válidas de actos públicos y privados. Jeanne Schmahl especifica en sus escritos que "el Código civil en Francia es el único gran obstáculo para la emancipación de las mujeres. Decide atacarlo no en su totalidad, como ya lo han intentado otros grupos, sino de manera fragmentaria, comenzando con los temas de restricciones a las mujeres que parecen ser las menos defendidas por los conservadores ,. 
Las campañas de movilización apuntan a atraer a mujeres de clase media y alta cuyas opiniones son moderadas. Anne de Rochechouart de Mortemart duquesa de Uzes y Juliette Adam se unen al Avant-Courrière. Jeanne Schmahl también contó con el apoyo de Jane Misme, quien fundó la revista La Française algún tiempo después, así como la de Jeanne Chauvin, la primera mujer en convertirse en doctora en derecho. La asociación que publica una revista homónima alcanza los 200 miembros. También se beneficia del apoyo de las imprentas que publican carteles de movilización gratuita, carteles colocados en París y en las provincias. En 1897, obtuvo su primer éxito al obtener el voto de una ley del Parlamento francés y el Senado que permite a las mujeres testificar. 

### Libertad financiera
Después de este primer éxito, rápidamente persigue el otro objetivo de la asociación, dándose cuenta de que la libertad de las mujeres requiere libertad financiera. Compromete su asociación con el derecho de las mujeres casadas a conservar el producto financiero de su trabajo y deshacerse de él libremente.
Después de un intenso trabajo de propaganda implementado por su asociación Avant-Courrière, el diputado Léopold Goirand defiende un proyecto de ley después de algunas modificaciones que van en esta dirección. El Parlamento adoptó la ley el 27 de febrero de 1896, pero el Senado retrasó su adopción, retrasando once años su informe, finalmente presentado el 20 de marzo de 1907. Después de otras dos deliberaciones, la ley fue adoptada en julio de 1907. Jeanne Schmahl disuelve el Avant-Courrière según lo planeado cuando fue creado después del logro de los objetivos establecidos para ella. Sin embargo, esta ley, a menudo llamada la "ley Shmahl"  sigue siendo incompleta para las parejas que no han redactado claramente un contrato de matrimonio.

### Derecho al voto
Jeanne Schmahl fue miembro en 1901 de la organización de Hubertine Auclert, el sufragio femenino. En 1909 fundó una nueva organización de sufragio, la Unión Francesa para el sufragio de la mujer (UFSF). El objetivo de esta organización es extender la demanda del derecho al voto de las mujeres a toda Francia, esta lucha permanece en este momento confinada en la región de París.
La reunión de fundación se celebró en febrero de 1909, con la presencia de 300 mujeres y personalidades feministas. Jeanne Schmahl es la primera presidenta, Jane Misme la vicepresidenta y Cécile Brunschvicg la secretaria general, mientras que la feminista y pionera de la masonería mixta Eliska Vincent acepta el cargo de vicepresidenta honoraria. La UFSF es reconocida oficialmente por el congreso internacional de la Alianza Internacional de Mujeres en Londres en abril de 1909, como representante oficial del movimiento sufragista en Francia. Aunque tiene un objetivo nacional, la UFSF sigue siendo muy activa en París. Jeanne Schmahl, en sus acciones, insiste en que las campañas sean pacifistas, incita a las mujeres a reclamar ante todo el derecho al voto en las elecciones municipales y a presentarse en los consejos municipales.
En 1911, renunció según razones oficiales por motivos de salud, pero principalmente fue debido a disputas con Cecile Brunschvicg, quien se hizo cargo de la gestión de la asociación. Jane Misme, una amiga cercana de Jeanne Schmahl, continúa a pesar de su salida de la organización para apoyar las demandas de las mujeres con su periódico La Française. En 1914, la asociación reportó 12.000 miembros.

## Selección de publicaciones
- La Question de la femme, par Mme Henri Schmahl. May et Motteroz. 1894.  La Question de la femme, par Mme Henri Schmahl. May et Motteroz. 1894. ;
- Le Préjugé de sexe, par Mme Henri Schmahl. 1895.  Le Préjugé de sexe, par Mme Henri Schmahl. 1895. ;
- L'avenir Du Mariage. l'Avant-Courriere. 1896.  L'avenir Du Mariage. l'Avant-Courriere. 1896. ;
- «Progress of the Women's Rights Movement in France». Forum (en inglés) (Philadelphia and New York) (22): 88–89. Septembre 1896.;
- Deux petits discours: L'historique d'une loi 9193; Le foyer français. L'Avant-Courière. 1898.  Deux petits discours: L'historique d'une loi 9193; Le foyer français. L'Avant-Courière. 1898. ;
- Économie domestique. C. Lamy. 1901.  Économie domestique. C. Lamy. 1901. ;
- Raisons biologiques et économiques de l'inégalité de la femme dans le travail. l'Avant-Courrière. 1905.  Raisons biologiques et économiques de l'inégalité de la femme dans le travail. l'Avant-Courrière. 1905. .